# Thereva fulvipennis
Thereva fulvipennis är en tvåvingeart som beskrevs av Krober 1912. Thereva fulvipennis ingår i släktet Thereva och familjen stilettflugor. Inga underarter finns listade i Catalogue of Life.